# Philippe Naszályi
Pour les articles homonymes, voir Naszály.
 (septembre 2023).
La mise en forme du texte ne suit pas les recommandations de Wikipédia : il faut le « wikifier ».
Les points d'amélioration suivants sont les cas les plus fréquents. Le détail des points à revoir est peut-être précisé sur la page de discussion.
- Les titres sont pré-formatés par le logiciel. Ils ne sont ni en capitales, ni en gras.
- Le texte ne doit pas être écrit en capitales (les noms de famille non plus), ni en gras, ni en italique, ni en « petit »…
- Le gras n'est utilisé que pour surligner le titre de l'article dans l'introduction, une seule fois.
- L'italique est rarement utilisé : mots en langue étrangère, titres d'œuvres, noms de bateaux, etc.
- Les citations ne sont pas en italique mais en corps de texte normal. Elles sont entourées par des guillemets français : « et ».
- Les listes à puces sont à éviter, des paragraphes rédigés étant largement préférés. Les tableaux sont à réserver à la présentation de données structurées (résultats, etc.).
- Les appels de note de bas de page (petits chiffres en exposant, introduits par l'outil «  Source ») sont à placer entre la fin de phrase et le point final[comme ça].
- Les liens internes (vers d'autres articles de Wikipédia) sont à choisir avec parcimonie. Créez des liens vers des articles approfondissant le sujet. Les termes génériques sans rapport avec le sujet sont à éviter, ainsi que les répétitions de liens vers un même terme.
- Les liens externes sont à placer uniquement dans une section « Liens externes », à la fin de l'article. Ces liens sont à choisir avec parcimonie suivant les règles définies. Si un lien sert de source à l'article, son insertion dans le texte est à faire par les notes de bas de page.
- La présentation des références doit suivre les conventions bibliographiques. Il est recommandé d'utiliser les modèles {{Ouvrage}}, {{Chapitre}}, {{Article}}, {{Lien web}} et/ou {{Bibliographie}}. Le mode d'édition visuel peut mettre en forme automatiquement les références.
- Insérer une infobox (cadre d'informations à droite) n'est pas obligatoire pour parachever la mise en page.

Pour une aide détaillée, merci de consulter Aide:Wikification.
Si vous pensez que ces points ont été résolus, vous pouvez retirer ce bandeau et améliorer la mise en forme d'un autre article.
 (septembre 2023).
Philippe Naszályi, né le 7 avril 1955, est un éditeur de presse et un universitaire français spécialiste en économie et en gestion. Il allie une vie professionnelle de publications de gestion des organisations et de recherches concernant les différentes formes de gouvernances démocratique et des institutions mutualistes notamment en santé. Il dirige depuis 1989 les rédactions de La Revue des sciences de gestion, la première revue francophone de management, qui publie depuis 1965 près de 70 articles de recherche en science de gestion. Ses travaux portent principalement sur l'économie sociale et solidaire.

## Biographie
Philippe Naszályi est né le 7 avril 1955, dans une famille d’origine hongroise et marquée par les persécutions de la Seconde Guerre mondiale.

### Formation et études
Après un baccalauréat en sciences économiques, il obtient successivement une licence d’Histoire et une licence de lettres classiques à  l'Université Paris-Sorbonne Il fait sa recherche de maîtrise d’Histoire et de DEA d’histoire des Institutions sous la direction du Professeur Jean Tulard de l’Institut - sur la période du Consulat et de l’Empire. « La reconstruction concordataire dans le diocèse de Cahors » (1977).
Ses engagements mutualistes orientent ses recherches vers les principes de gouvernance des institutions et il obtient un Doctorat de Sciences Economiques – histoire économique –  "La Nouvelle Mutualité", utopie ou refondation, Essai d'analyse de la gouvernance de la FNIM (Fédération nationale interprofessionnelle des mutuelles), réalisés au sein du Lab. RII, Laboratoire de Redéploiement Industriel et d’Innovation, Université du Littoral, Côte d’Opale.
Son Habilitation à Diriger des Recherches (HDR) en droit, économie et gestion sur le thème « Comment appréhender pour la développer la composante fondatrice de « Gouvernance démocratique » dans les organisations de l’économie sociale » marque les principales constantes de ses recherches en liaison avec ses engagements professionnels.

### Vie Professionnelle

#### Un éditeur de Presse engagé
De 1986 à 1989, Philippe Naszalyi, est le rédacteur en chef des publications de l’Institut de Politique et Technologies qu’avait créée Patrice Noailles-Siméon, conseiller scientifique du ministre de la Recherche, Alain Devaquet.
En 1990, avec une petite équipe, il reprend la revue « direction et gestion des entreprises » qui avait été fondée en 1965, par l’ICG devenu l’IFG. Il recueille le soutien de Raymond Barre qui avait décerné à la revue le titre de « première revue de management », et qui accorde un entretien dès 1991.
C’est avec le lancement de colloques internationaux, le parti pris de transformer la revue d’école en une revue académique de rang national. En 1995, tous les candidats à l’élection présidentielle accordent un entretien à la revue, lui reconnaissant ce statut.
Pour assurer une visibilité internationale, la revue prend le nom en 1997 de La Revue des Sciences de Gestion, Direction et Gestion des Entreprises. C’est une publication avec Comité de Lecture, référencée ECONLIT de l'American Economic Association, AERES 2010 devenue Hcéres, FNEGE 2013. C’est dans ce cadre qu’il devient Lauréat des mots d'or du français des Affaires au sein du Ministère des Finances le 21 novembre 2002.
Il instaure des éditoriaux qui condamnent les positions classiques d’une recherche inféodée au modèle anglo-saxon incarné notamment par le « classement de Shangaï ».
En 2019, le site de LaRSG.fr est reconnu par la CPPAP (Commission paritaire des publications et agence de presse), comme une publication de presse en ligne.
En complément de ce travail éditorial, Philippe Naszalyi, organise des colloques et prend part aux organismes de la presse française. De 1994 à 1999, il est Membre de la Commission générale de la Fédération Nationale de la Presse d'Information Spécialisée (F.N.P.S.) et il siège depuis 1992 au comité directeur du Syndicat de la Presse Économique, Juridique et Politique (S.P.E.J.P.). Il participe également avec Robert Hersant, Jean Jaudel puis à l’aventure de l’Association Presse-Enseignement jusqu’à la disparition de cette association en 2000. Il en est le Secrétaire Général adjoint chargé de la publication des dossiers pédagogiques et de recherche. On lui doit notamment le dossier sur le 115 et le Conseil Economique et social.

#### Universitaire
Parallèlement à ses activités entrepreneuriales et à ses engagements associatifs, Philippe Naszályi, titulaire également d’un CAPES d’Histoire-géographie a toujours enseignée depuis 1976, les lettres dont le latin, l’économie, l’histoire et la géographie.
En 1996, l’Administrateur provisoire de Université d’Évry-Val-d’Essonne, le Professeur Bernard Chappey lui propose de venir y enseigner et de participer à la création du CFA Universitaire auquel il va rester fidèle jusqu’à sa fin de carrière en 2017. Philippe Naszályi, devient donc successivement Maître de Conférences associé puis Professeur des Universités associé, à mi-temps.
Il accepte également de s’impliquer dans la gestion de l’Université puisqu’il est élu au Conseil scientifique (2005-2008) puis au Conseil d’Administration (2008-2011) et enfin à la Commission de Formation et de la Vie Universitaire (CFVU) et du Conseil Académique (Cac) (2014-2017).
Puisqu’il figure parmi l’équipe de fondation du CFA universitaire Evry-Val d’Essonne, il dirige d’abord les formations en apprentissage en Hôtellerie-restauration : « maîtrise de sciences de gestion hôtellerie-restauration et DESS de management hôtelier international qu’il créée en partenariat avec l’Ecole Hôtelière Jean-Drouant (1998-2001).
L’université d’Evry avait été choisie par le Gouvernement de Lionel Jospin pour être la plate-forme des Emplois Jeunes en 1998. Philippe Naszalyi accepte en 2002 de rejoindre l’équipe dirigée par Yves Sabourdy dont l’épouse avait été sa collègue au Conseil municipal d’Epinay sur Orge. Il crée donc à la demande de ce dernier une formation en apprentissage, le DEUST Travail Social-ESS en décembre 2002 qui prend aussitôt la relève des Emplois Jeunes, supprimés alors par le Gouvernement Raffarin. Outre le DEUST, Philippe Naszalyi dirige jusqu’en 2017, les formations sanitaires et sociales de cette université en créant en 2007 la Licence professionnelle de management des services à la personne, puis la Licence AES en apprentissage créée en 2009, d’abord tournée vers les collectivités territoriales en partenariat avec le CNFPT, puis vers la gestion et l’encadrement des organisations.

#### Un engagement sociétal
Son engagement sociétal et économique, lui est inspiré par sa famille.
Il est le benjamin du Conseil municipal d’Epinay sur Orge, en 1983 où le maire Christian Jeu confie la charge de « Rapporteur du Budget » à celui qui était depuis deux ans le Vice-président du Conseil d’administration de la caisse de crédit mutuel d’Epinay sur orge. Il devient le Président du Crédit Mutuel d’Epinay sur Orge, la plus ancienne caisse d’Ile-de-France, fondée en 1911, à 31 ans et en 1988, il est élu administrateur de la Fédération des Caisses de Crédit Mutuel d’Ile de France où il siège à la commission régionale de l’octroi des prêts aux collectivités locales de la caisse fédérale du crédit mutuel. Il y défend les principes du « localisme » institués par F.-G. Raiffeisen contre la tendance devenue dominante par la suite, de concentration des pouvoirs dans l’organe central. Il perd ses mandats en 1993 du fait de son opposition à cette logique centralisatrice. Il reprendra cette analyse dans son chapitre : « L’autre finance bancaire ? » p. 21–158, publié en 2011.
Cette conviction du pouvoir démocratique au plus près du terrain inspirera toute sa réflexion et ses publications. En 1993, il se retire de tout engagement associatif jusqu’en 2005.
Au service de la santé et du handicap
À la mort de son président, il accepte cette année-là de prendre la Présidence de l’Association des Amis du Mutualisme qui avait été créée par les administrateurs du Crédit Mutuel d’Epinay sur Orge en 1993 pour défendre les principes originels du mutualisme. C’est d’ailleurs cette association qui, en partenariat avec Le Secours Fraternel, dont il est le trésorier et qui gère une épicerie solidaire, qu’il crée un PTCE en 2015, qui prend naturellement le nom de Raiffeisen.
En 2007, les difficultés d’une très grosse association d’aide à la personne dans laquelle travaillent quelques-uns de ses étudiants apprentis, le sensibilisent à la difficulté du service aux personnes âgées et handicapées. L’Association ADSA fruit d’une fusion de plusieurs petites structures à la demande de Jérôme Guedj, alors vice-président du Conseil général de l’Essonne. Il accepte un poste de vice-président dans cette association qui compte alors 150 salariés. En 2009, sur les conseils du Conseil général de l’Essonne, il accepte la présidence afin de conduire cette association en faillite vers une reprise par les salariés de manière à éviter les licenciements et l’abandon des bénéficiaires. Grâce à sa connaissance des structures de protection des entreprises, il fait ordonner par le TGI d’Evry, la première mesure de « sauvegarde » pour une association en 2010, puis sa reprise par une nouvelle association 3ASM, en mars 2012. Il se retire alors de la gestion directe en ayant préservé la quasi-totalité des emplois.
Depuis 2010, la CPME lui a demandé de siéger à la Commission départementale de l’Autonomie des Personnes handicapées (CDAPH) au siège des employeurs.
Il est également nommé au Conseil d’administration de la Caisse d’Allocations familiales de l’Essonne en 2011 dont il devient le premier Vice-président en 2019.
Il siège comme représentant des employeurs à la Caisse primaire d’assurance maladie (CPAM).
Du fait de la combinaison de ses formations à l’université et de son expérience de gestion d’un service à domicile, il est choisi par l’ARS en 2010 pour siéger à la nouvelle institution de la loi Bachelot de 2009, qu’est la Conférence de Territoire de santé. Il en est élu le Président en novembre 2013 et exerce son mandat jusqu’à la fin de cette institution en décembre 2016.
Lors de la création des Conseils Territoriaux de santé, à la suite de la Loi de modernisation de notre système de santé de 2016, Philippe Naszalyi est élu président du Conseil territorial de santé de l’Essonne le 30 mars 2017. C’est son conseil qui obtient en 2018, le droit d’être le seul département en Ile-de-France et l’un des trois en France à expérimenter le guichet d’accueil et d’accompagnement des réclamations, des plaintes et des demandes de médiation en santé. (article 158-IX) qui recueille un véritable succès accentué par la gestion de la crise pandémique par les autorités sanitaires.